# Список населённых пунктов Витебского района
По состоянию на сентябрь 2011 года.
| Название населённого пункта | Сельский (поселковый) совет | Тип населённого пункта |
| --------------------------- | --------------------------- | ---------------------- |
| Авдеевичи                   | Бабиничский                 | деревня                |
| Авселево                    | Летчанский                  | деревня                |
| Автушково                   | Задубровский                | деревня                |
| Ананино                     | Бабиничский                 | деревня                |
| Андроновичи                 | Туловский                   | деревня                |
| Антоновка                   | Суражский поселковый Совет  | деревня                |
| Арехи                       | Суражский поселковый Совет  | деревня                |
| Асетки                      | Туловский                   | деревня                |
| Астрейково                  | Вымнянский                  | деревня                |
| Бабиничи                    | Бабиничский                 | агрогородок            |
| Балаши                      | Суражский поселковый Совет  | деревня                |
| Барановка                   | Мазоловский                 | деревня                |
| Барвин                      | Бабиничский                 | деревня                |
| Барышино                    | Октябрьский                 | деревня                |
| Белики                      | Задубровский                | деревня                |
| Беликово                    | Куринский                   | деревня                |
| Белыновичи                  | Бабиничский                 | деревня                |
| Белянки                     | Зароновский                 | деревня                |
| Бентяи                      | Запольский                  | деревня                |
| Березовка                   | Запольский                  | деревня                |
| Берники                     | Вороновский                 | деревня                |
| Бибиревка                   | Бабиничский                 | деревня                |
| Блины                       | Зароновский                 | деревня                |
| Большая Любщина             | Задубровский                | деревня                |
| Большая Черница             | Шапечинский                 | деревня                |
| Большие Лётцы               | Летчанский                  | деревня                |
| Большие Трубочи             | Летчанский                  | деревня                |
| Большухи                    | Вымнянский                  | деревня                |
| Бондари                     | Октябрьский                 | деревня                |
| Боровляны                   | Мазоловский                 | деревня                |
| Боровская                   | Новкинский                  | деревня                |
| Борщевка                    | Зароновский                 | деревня                |
| Ботаничи                    | Задубровский                | деревня                |
| Бригитполье                 | Суражский поселковый Совет  | деревня                |
| Бровщина                    | Новкинский                  | деревня                |
| Будислово                   | Куринский                   | деревня                |
| Будянка                     | Суражский поселковый Совет  | деревня                |
| Буево                       | Бабиничский                 | деревня                |
| Букатино                    | Мазоловский                 | деревня                |
| Бутяжи                      | Новкинский                  | деревня                |
| Буяны                       | Мазоловский                 | деревня                |
| Вальки                      | Яновичский поселковый Совет | деревня                |
| Васильки                    | Новкинский                  | деревня                |
| Витьба                      | Бабиничский                 | посёлок                |
| Вишневая                    | Новкинский                  | деревня                |
| Владимировка                | Шапечинский                 | деревня                |
| Власово                     | Суражский поселковый Совет  | деревня                |
| Воеводки                    | Новкинский                  | деревня                |
| Войтехи                     | Куринский                   | деревня                |
| Войтово                     | Вымнянский                  | деревня                |
| Волково                     | Летчанский                  | деревня                |
| Волосово                    | Новкинский                  | деревня                |
| Вороны                      | Вороновский                 | агрогородок            |
| Ворошилы                    | Зароновский                 | деревня                |
| Вымно                       | Вымнянский                  | агрогородок            |
| Высокая                     | Октябрьский                 | деревня                |
| Выставка                    | Вымнянский                  | деревня                |
| Галиново                    | Запольский                  | деревня                |
| Гарьково                    | Шапечинский                 | деревня                |
| Гатушки                     | Бабиничский                 | деревня                |
| Герасимово                  | Мазоловский                 | деревня                |
| Глазомичи                   | Яновичский поселковый Совет | деревня                |
| Гора                        | Задубровский                | деревня                |
| Гороватка                   | Шапечинский                 | деревня                |
| Горовые                     | Шапечинский                 | деревня                |
| Городнянский Мох            | Новкинский                  | деревня                |
| Городняны                   | Новкинский                  | деревня                |
| Горькаво                    | Куринский                   | деревня                |
| Гребеница                   | Мазоловский                 | деревня                |
| Гришаны                     | Летчанский                  | деревня                |
| Грушевская                  | Зароновский                 | деревня                |
| Гряда                       | Шапечинский                 | деревня                |
| Грядки                      | Новкинский                  | деревня                |
| Гунченки                    | Задубровский                | деревня                |
| Дейки                       | Зароновский                 | деревня                |
| Демяхи                      | Запольский                  | деревня                |
| Добрейка                    | Новкинский                  | деревня                |
| Добрино                     | Новкинский                  | деревня                |
| Должа                       | Мазоловский                 | агрогородок            |
| Дреколье                    | Мазоловский                 | деревня                |
| Дрозды                      | Запольский                  | деревня                |
| Дружная                     | Яновичский поселковый Совет | деревня                |
| Дрюково                     | Вороновский                 | деревня                |
| Дряжно                      | Куринский                   | деревня                |
| Дутчино                     | Мазоловский                 | деревня                |
| Дыманово                    | Шапечинский                 | деревня                |
| Дымовщина                   | Летчанский                  | деревня                |
| Дятлы                       | Суражский поселковый Совет  | деревня                |
| Еремино                     | Вороновский                 | деревня                |
| ж/д ст Заболотинка          | Октябрьский                 | посёлок                |
| ж/д ст Медведка             | Новкинский                  | посёлок                |
| Жебентяи                    | Бабиничский                 | деревня                |
| Железняки                   | Бабиничский                 | деревня                |
| Желяи                       | Вымнянский                  | деревня                |
| Жигалово                    | Зароновский                 | деревня                |
| Жмурково                    | Бабиничский                 | деревня                |
| Забелино                    | Новкинский                  | деревня                |
| Задвинье                    | Куринский                   | деревня                |
| Задетуни                    | Яновичский поселковый Совет | деревня                |
| Задубровье                  | Задубровский                | агрогородок            |
| Зазыбы 1                    | Шапечинский                 | деревня                |
| Зазыбы 2                    | Октябрьский                 | деревня                |
| Зайцево                     | Летчанский                  | деревня                |
| Замосточье                  | Шапечинский                 | агрогородок            |
| Заполье                     | Запольский                  | деревня                |
| Запрудье                    | Летчанский                  | деревня                |
| Заречье                     | Шапечинский                 | деревня                |
| Зароново                    | Зароновский                 | агрогородок            |
| Заселок                     | Запольский                  | деревня                |
| Застенки                    | Задубровский                | деревня                |
| Захаренки                   | Запольский                  | деревня                |
| Заходники                   | Октябрьский                 | деревня                |
| Зубаки                      | Новкинский                  | деревня                |
| Зуи                         | Новкинский                  | деревня                |
| Иваново                     | Зароновский                 | деревня                |
| Иваньково                   | Задубровский                | деревня                |
| Ильичевка                   | Шапечинский                 | деревня                |
| Имение                      | Яновичский поселковый Совет | деревня                |
| Кабаны                      | Запольский                  | деревня                |
| Казаки                      | Летчанский                  | деревня                |
| Казаково                    | Запольский                  | деревня                |
| Казаново                    | Бабиничский                 | деревня                |
| Казимирово                  | Яновичский поселковый Совет | деревня                |
| Калинка                     | Запольский                  | деревня                |
| Калиново                    | Мазоловский                 | деревня                |
| Каменка                     | Задубровский                | деревня                |
| Капитаново                  | Летчанский                  | деревня                |
| Каспляны                    | Суражский поселковый Совет  | деревня                |
| Кашино                      | Бабиничский                 | деревня                |
| Кировская                   | Летчанский                  | агрогородок            |
| Киселево                    | Суражский поселковый Совет  | деревня                |
| Клишево                     | Бабиничский                 | деревня                |
| Княжица                     | Летчанский                  | деревня                |
| Князи                       | Вымнянский                  | деревня                |
| Ковалево                    | Вороновский                 | деревня                |
| Ковалево                    | Запольский                  | деревня                |
| Ковальки                    | Зароновский                 | деревня                |
| Козлы                       | Зароновский                 | деревня                |
| Койтово                     | Мазоловский                 | деревня                |
| Кокоры                      | Зароновский                 | деревня                |
| Комары                      | Новкинский                  | деревня                |
| Коммунарка                  | Бабиничский                 | деревня                |
| Коновалово                  | Мазоловский                 | деревня                |
| Коньки                      | Запольский                  | деревня                |
| Копти                       | Октябрьский                 | агрогородок            |
| Коровка                     | Задубровский                | деревня                |
| Королево                    | Мазоловский                 | деревня                |
| Косачи                      | Шапечинский                 | деревня                |
| Косово                      | Бабиничский                 | деревня                |
| Котово                      | Вымнянский                  | деревня                |
| Кошелево                    | Бабиничский                 | деревня                |
| Кравцово                    | Задубровский                | деревня                |
| Краски                      | Задубровский                | деревня                |
| Красная Искра               | Вымнянский                  | деревня                |
| Красный Двор                | Мазоловский                 | деревня                |
| Крестьянка                  | Новкинский                  | деревня                |
| Круподеры                   | Задубровский                | деревня                |
| Кузнецовка                  | Суражский поселковый Совет  | деревня                |
| Кузнецово                   | Летчанский                  | деревня                |
| Кузьменцы                   | Шапечинский                 | деревня                |
| Куковячино                  | Новкинский                  | деревня                |
| Кулаково                    | Куринский                   | деревня                |
| Курино                      | Куринский                   | деревня                |
| Курущани                    | Суражский поселковый Совет  | деревня                |
| Латыгово                    | Вымнянский                  | деревня                |
| Лебартово                   | Вымнянский                  | деревня                |
| Лемница                     | Задубровский                | деревня                |
| Лиопино                     | Яновичский поселковый Совет | деревня                |
| Липовцы                     | Шапечинский                 | посёлок                |
| Лобаны                      | Октябрьский                 | деревня                |
| Лозоватка                   | Задубровский                | деревня                |
| Ломы                        | Летчанский                  | деревня                |
| Лосвидо                     | Мазоловский                 | деревня                |
| Лососино                    | Октябрьский                 | деревня                |
| Луговые                     | Новкинский                  | деревня                |
| Лужесно                     | Мазоловский                 | деревня                |
| Лужино                      | Октябрьский                 | деревня                |
| Лужки                       | Мазоловский                 | деревня                |
| Луки                        | Летчанский                  | деревня                |
| Лутики                      | Новкинский                  | деревня                |
| Лучеса                      | Шапечинский                 | деревня                |
| Лучиновка                   | Вороновский                 | деревня                |
| Лущиха                      | Мазоловский                 | деревня                |
| Любово                      | Октябрьский                 | деревня                |
| Ляденки                     | Шапечинский                 | деревня                |
| Лядище                      | Шапечинский                 | деревня                |
| Лятохи                      | Октябрьский                 | деревня                |
| Ляхи                        | Шапечинский                 | деревня                |
| Мазаново                    | Зароновский                 | деревня                |
| Мазолово                    | Мазоловский                 | агрогородок            |
| Макарово                    | Шапечинский                 | деревня                |
| Маклаки                     | Октябрьский                 | деревня                |
| Максютки                    | Бабиничский                 | деревня                |
| Малая Любщина               | Задубровский                | деревня                |
| Малые Лётцы                 | Летчанский                  | деревня                |
| Малые Трубочи               | Летчанский                  | деревня                |
| Малыжено                    | Вымнянский                  | деревня                |
| Манулки                     | Вымнянский                  | деревня                |
| Марковичи                   | Запольский                  | деревня                |
| Марченки                    | Суражский поселковый Совет  | деревня                |
| Машкино                     | Зароновский                 | деревня                |
| Медведка                    | Новкинский                  | деревня                |
| Мирная                      | Зароновский                 | деревня                |
| Михайлово                   | Вымнянский                  | деревня                |
| Михали                      | Зароновский                 | деревня                |
| Михалково                   | Куринский                   | деревня                |
| Мишутки                     | Вымнянский                  | деревня                |
| Моисеенки                   | Суражский поселковый Совет  | деревня                |
| Мяклово                     | Шапечинский                 | деревня                |
| Низкоборье                  | Запольский                  | деревня                |
| Николаево                   | Мазоловский                 | деревня                |
| Новики                      | Летчанский                  | деревня                |
| Новики                      | Шапечинский                 | деревня                |
| Новка                       | Новкинский                  | агрогородок            |
| Новоалександровка           | Запольский                  | деревня                |
| Новокуковячино              | Новкинский                  | деревня                |
| Новосёлки                   | Запольский                  | деревня                |
| Новосёлки                   | Летчанский                  | деревня                |
| Обухово                     | Вороновский                 | деревня                |
| Огородники                  | Туловский                   | деревня                |
| Октябрьская                 | Октябрьский                 | агрогородок            |
| Ольгово                     | Бабиничский                 | агрогородок            |
| Орешенки                    | Задубровский                | деревня                |
| Орлово                      | Октябрьский                 | деревня                |
| Осиновка                    | Новкинский                  | деревня                |
| Осиновка                    | Шапечинский                 | деревня                |
| Осиповщина                  | Туловский                   | деревня                |
| Остров                      | Яновичский поселковый Совет | деревня                |
| Островские                  | Куринский                   | деревня                |
| Остряне                     | Вороновский                 | деревня                |
| Павлюченки                  | Новкинский                  | деревня                |
| Панки                       | Яновичский поселковый Совет | деревня                |
| Папоротно                   | Запольский                  | деревня                |
| Партизановка                | Запольский                  | деревня                |
| Пенкловичи                  | Задубровский                | деревня                |
| Перевоз                     | Новкинский                  | деревня                |
| Перно                       | Суражский поселковый Совет  | деревня                |
| Пестуница                   | Зароновский                 | деревня                |
| Пивовары                    | Яновичский поселковый Совет | деревня                |
| Плешки                      | Куринский                   | деревня                |
| Побединщина                 | Летчанский                  | деревня                |
| Подберезье                  | Бабиничский                 | деревня                |
| Поддубье                    | Вороновский                 | деревня                |
| Подлазники                  | Летчанский                  | деревня                |
| Полойники                   | Зароновский                 | деревня                |
| Полудетки                   | Бабиничский                 | деревня                |
| Поляи                       | Вороновский                 | деревня                |
| Поречье                     | Запольский                  | деревня                |
| Поротьково                  | Новкинский                  | деревня                |
| Праники                     | Суражский поселковый Совет  | деревня                |
| Привольная                  | Вымнянский                  | деревня                |
| Придвинье                   | Летчанский                  | деревня                |
| Присушино                   | Задубровский                | деревня                |
| Прокуды                     | Зароновский                 | деревня                |
| Прудники                    | Задубровский                | деревня                |
| Прудники                    | Запольский                  | деревня                |
| Пудоть                      | Запольский                  | деревня                |
| Пукшино                     | Яновичский поселковый Совет | деревня                |
| Пунище                      | Запольский                  | деревня                |
| Пуховичи                    | Запольский                  | деревня                |
| Пушкари                     | Вороновский                 | деревня                |
| Пушкари                     | Новкинский                  | деревня                |
| Пуща                        | Туловский                   | деревня                |
| Пущеево                     | Шапечинский                 | деревня                |
| Пышняки                     | Бабиничский                 | деревня                |
| Ранино                      | Вороновский                 | деревня                |
| Рожново                     | Шапечинский                 | деревня                |
| Рудаки                      | Новкинский                  | деревня                |
| Рыбаки                      | Вымнянский                  | деревня                |
| Рыбаки                      | Задубровский                | деревня                |
| Рябово                      | Суражский поселковый Совет  | деревня                |
| Савченки                    | Мазоловский                 | деревня                |
| Савченки                    | Шапечинский                 | деревня                |
| Саловичи                    | Задубровский                | деревня                |
| Сапраны                     | Запольский                  | деревня                |
| Свердлово                   | Новкинский                  | деревня                |
| Светлый                     | Бабиничский                 | посёлок                |
| Седенье                     | Куринский                   | деревня                |
| Селюты                      | Октябрьский                 | деревня                |
| Семино                      | Яновичский поселковый Совет | деревня                |
| Сеньково                    | Бабиничский                 | деревня                |
| Сибяки                      | Запольский                  | деревня                |
| Симоновщина                 | Зароновский                 | деревня                |
| Скребни                     | Новкинский                  | деревня                |
| Скрыдлево                   | Шапечинский                 | деревня                |
| Слобода                     | Суражский поселковый Совет  | деревня                |
| Слобода                     | Яновичский поселковый Совет | деревня                |
| Слобода                     | Задубровский                | деревня                |
| Слобода                     | Шапечинский                 | деревня                |
| Слобода Жуковская           | Летчанский                  | деревня                |
| Соболево                    | Куринский                   | деревня                |
| Сокольники                  | Вымнянский                  | деревня                |
| Сокольники                  | Мазоловский                 | деревня                |
| Сокольники                  | Октябрьский                 | деревня                |
| Сосновка                    | Новкинский                  | деревня                |
| Стайки                      | Суражский поселковый Совет  | деревня                |
| Станция Лужесно             | Мазоловский                 | деревня                |
| Старинки                    | Новкинский                  | деревня                |
| Старинцы                    | Шапечинский                 | деревня                |
| Старое Село                 | Летчанский                  | деревня                |
| Стасенки                    | Суражский поселковый Совет  | деревня                |
| Степанково                  | Зароновский                 | деревня                |
| Степная                     | Яновичский поселковый Совет | деревня                |
| Столбница                   | Зароновский                 | деревня                |
| Стриганцы                   | Шапечинский                 | деревня                |
| Ступище                     | Новкинский                  | деревня                |
| Субочи                      | Зароновский                 | деревня                |
| Судники                     | Мазоловский                 | деревня                |
| Суйково                     | Зароновский                 | деревня                |
| Сураж                       |                             | городской посёлок      |
| Сущёво                      | Мазоловский                 | деревня                |
| Тадулино                    | Вымнянский                  | деревня                |
| Тарасенки                   | Запольский                  | агрогородок            |
| Терехово                    | Задубровский                | деревня                |
| Тетерки                     | Мазоловский                 | деревня                |
| Тишково                     | Вороновский                 | деревня                |
| Топорино                    | Зароновский                 | деревня                |
| Тригубцы                    | Мазоловский                 | деревня                |
| Трущи                       | Задубровский                | деревня                |
| Тулово                      | Туловский                   | агрогородок            |
| Тялоши                      | Шапечинский                 | деревня                |
| Уволоки                     | Летчанский                  | деревня                |
| Уголок                      | Мазоловский                 | деревня                |
| Филипково                   | Вымнянский                  | деревня                |
| Фокино                      | Вымнянский                  | деревня                |
| Хайсы                       | Мазоловский                 | деревня                |
| Харпеничи                   | Запольский                  | деревня                |
| Ходорино                    | Суражский поселковый Совет  | деревня                |
| Ходорово                    | Куринский                   | деревня                |
| Хомищево                    | Новкинский                  | деревня                |
| Хомяково                    | Куринский                   | деревня                |
| Хотиничи                    | Летчанский                  | деревня                |
| Хотоля                      | Куринский                   | деревня                |
| Храпаки                     | Запольский                  | деревня                |
| Храповичи                   | Мазоловский                 | деревня                |
| Храпольно                   | Задубровский                | деревня                |
| Чернецкий Mох               | Шапечинский                 | деревня                |
| Чижики                      | Яновичский поселковый Совет | деревня                |
| Чирино                      | Летчанский                  | деревня                |
| Чопино                      | Зароновский                 | деревня                |
| Чумачов Мох                 | Бабиничский                 | деревня                |
| Шабуни                      | Бабиничский                 | деревня                |
| Шалыги                      | Мазоловский                 | деревня                |
| Шапечино                    | Шапечинский                 | агрогородок            |
| Шапурово                    | Суражский поселковый Совет  | агрогородок            |
| Шапуры                      | Октябрьский                 | деревня                |
| Шарки                       | Шапечинский                 | деревня                |
| Шауры                       | Задубровский                | деревня                |
| Шевино                      | Летчанский                  | деревня                |
| Шерсни                      | Летчанский                  | деревня                |
| Шилки                       | Шапечинский                 | деревня                |
| Шилы                        | Мазоловский                 | деревня                |
| Шлыки                       | Запольский                  | деревня                |
| Шпуры                       | Яновичский поселковый Совет | деревня                |
| Шульцево                    | Октябрьский                 | деревня                |
| Щипечи                      | Запольский                  | деревня                |
| Щучино                      | Мазоловский                 | деревня                |
| Юрченки                     | Вымнянский                  | деревня                |
| Якутино                     | Летчанский                  | деревня                |
| Якуши                       | Новкинский                  | деревня                |
| Яновичи                     |                             | городской посёлок      |